# Vigliano d’Asti
Vigliano d'Asti ist eine Gemeinde in der italienischen Provinz Asti (AT), Region Piemont.

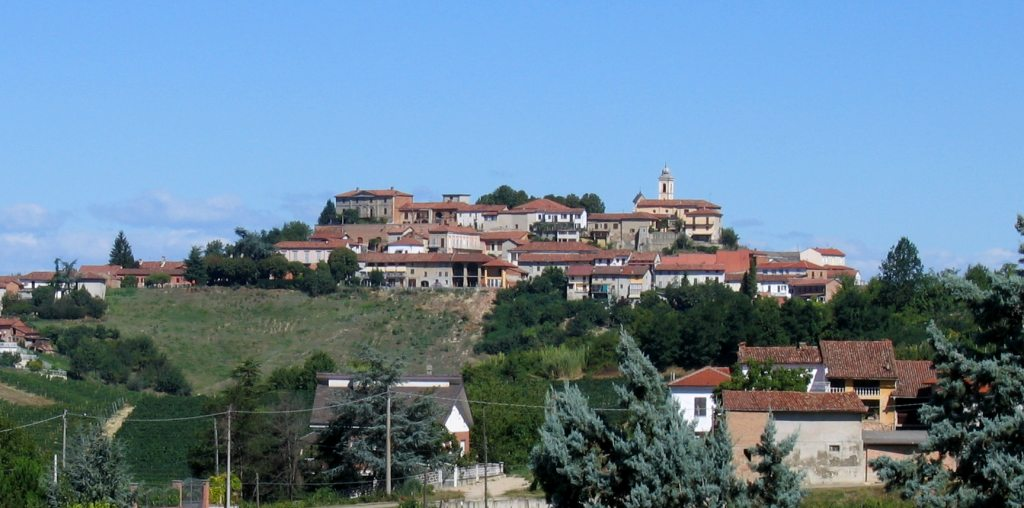
Vigliano d’Asti von Montegrosso d’Asti aus gesehen.

## Lage und Einwohner
Vigliano d'Asti liegt 12 km südlich vom Stadtzentrum der Provinzhauptstadt Asti entfernt. Das Gemeindegebiet umfasst eine Fläche von 6 km² und hat 793 Einwohner (Stand 31. Dezember 2023).
Die Nachbargemeinden sind Asti, Isola d’Asti, Mongardino, Montegrosso d’Asti und Rocca d’Arazzo.

## Kulinarische Spezialitäten
Bei Vigliano d’Asti werden Reben der Sorte Barbera für den Barbera d’Asti, einen Rotwein mit DOCG Status, sowie für den Barbera del Monferrato angebaut.